# توب شيف (الشرق الأوسط)
توب شيف هو مسلسل تلفزيوني واقعي باللغة العربية مستوحى من المسلسل التلفزيوني الأمريكي الذي يحمل نفس الاسم. يتنافس فيه المتسابقون ضد بعضهم البعض في تحديات الطهي، والتي تُقيَّم من قبل مقدمة البرنامج سهام تويني، ورئيس الطهاة جو برزا، ولجنة أسبوعية من الطهاة المحترفين وشخصيات أخرى من صناعة الأغذية، تشهد كل حلقة استبعاد متسابق واحد أو أكثر بناءً على أدائهم.
عرض من البرنامج 7 مواسم حتى الآن على قناة أل بي سي اللبنانية وروتانا المصرية.

## قواعد البرنامج
المسابقة مؤلفة من ثلاثة عشر حلقة و17 متباريا تم اختيارهم من بين المئات من هواة الطهي من مختلف أنحاء العالم العربي. وتشهد الحلقة الأسبوعية من البرنامج، خروج أحد المشتركين ذو الآداء الأدنى بحسب رأي اللجنة وذلك ليتأهل إلى حلقة الختام ثلاثة مشتركين يتنافسون على الفوز بلقب «توب شيف العرب».
بكل حلقة هناك تحديان إثنان هما:
- ّّ مهمة الاختبار: التي تعطي الفائز الحصانة ضد الإقصاء. وهنا يجب عليهم تحضير طبق معين باستخدام مواد معينة أو ضمن مدة زمنية محددة (أقصاها ساعة واحدة) لأنهاء المهمة الموكلة إليهم. هنا يتم تقسيم المشتركين إلى فريقين واحد منهم يفوز.
- ّّمهمة التحدي: تكمن في تحضير طبق أو أكثر لتنفيذ متطلبات المهمة. عادة المهمة تنفذ فرديا وأحيانا كفريق. الفريق أو العضو الفائز يحصل على جائزة تشجعية من قبل الحكم الضيف في الحلقة، أما الخاسر فيخرج من السباق. هذه المهمة تنفذ في عدة أيام وذلك من أجل التخطيط والتحضير اللائق للأطباق. المقادير اللازمة تكون موجودة في خزانة مطبخ البرنامج، وإذا لزم الأمر يمكن شراء ما ينقص من المتجر، ولكن الميزانية المالية محدودة لتحقيق هذا الشيء على أكمل وجه.

بعدما تجهز جميع أطباق المشتركين، توضع جميعها على «طاولة اللجنة» التي بدورها تقوم بتذوق الوجبات المحضرة وتقييمها وإعطاء رأيها وملاحظتها.

## الموسم الأول (2011)
أنطلق الموسم الأول من البرنامج في 26 نيسان وأستمر حتى 19 حزيران 2011 وقدمته الإعلامية اللبنانية سهام تويني. عدد المشتركين كان 17 عدة دول عربية وهم:
- سوريا: هاني العويل
- الأردن: ماهر رمزي
- المغرب: عمر الغول
- الإمارات العربية المتحدة: مصبح البدواوي
- مصر: شهيرة داوود، وليد الشامي.
- السعودية: سمية الإدريسي، يوسف خميس، عبد الصمد الهوساوي، هاني الزين.
- لبنان: جمانة منصوراتي، نتالي ضوميط، ماري تيريز القسيس، مجان حبشي، داوود حنا، ميشيل عون، سليمان الخوند.

الجوائز المقدمة
نال الفائز بلقب توب شيف العرب في ختام البرنامج الجوائزة التالية:
- جائزة مالية قدرها 50.000 دولار أمريكي
- تدريبا لمدّة أسبوعين في إيطاليا على أيدي أفضل طهاة أكاديمية باريللا،
- مشاركة محلية وإقليمية في معرض هوريكا 2012
- قضاء أسبوع في أهم مزارع ومصانع أرلا فودز في بريطانيا
- رحلة لحضور مؤتمر بالهيئة الملكية للصحة العامة في بريطانيا
- شهادة من «بويكر» للتميز بسلامة الغذاء
- فرصة عمل في سلسلة فنادق لو رويال.

## الموسم الثاني
بدا في 23 آذار وأستمر حتى 17 تموز 2012 وقدمته الممثلة السورية جمانة مراد.

### لجنة تحكيم توب شيف 8
يستمر وجود الطاهي شيف مارك كليفلند كعضوّ تحكيم، بإضافة إلى الطاهي منى مصطفى والطاهي محمد العنزي.